# Kantonspolizei

Confederação Helvética - Suíça

Kantonspolizei é a polícia estadual da Suíça, sendo responsável pelo policiamento ostensivo, e a investigação de crimes dentro de cada um dos 26 cantões deste país.